# Uchpa
Uchpa (Ceniza, en quechua) es un grupo peruano de hard rock y blues en quechua. Formado en 1993. Freddy Ortiz e Igor Montoya fundaron la banda en el año 1993 en Ayacucho, donde grabaron sus dos primeros álbumes. El significado del nombre de la banda "ceniza" hace referencia al resultado del enfrentamiento mortal entre las fuerzas estatales del orden (policía y milicia) con los grupos terroristas en la época de los años 80 a 2000 o Época del terrorismo en el Perú. El grupo realiza un sincretismo cultural y musical que implica el uso de elementos originarios en el sonido, vestimenta, instrumentos, contenido lírico, idioma. Canciones como Pitaqmi Kanki? (¿Quién eres?, en quechua) hacen referencia a la falta de conocimiento de niños huérfanos respecto a la identidad de quienes eran sus padres debido sus muertes por la época de la violencia política. 

## Historia
Uchpa logró notoriedad cantando en quechua. Formado en Ayacucho en 1993, inició interpretando primero rock 'n' roll clásico de los 60 y 70 en quechua. El grupo inicial estaba casi conformado en su totalidad por músicos ayacuchanos, exceptuando a Fredy Ortiz e Igor Montoya (ambos de Andahuaylas) siendo estos músicos: Tampa, Koki, Mr. Blues y Jaime Pacheco; pero luego se separaron por proyectos personales. Posteriormente, Igor viaja y Fredy se va a Lima a trabajar como policía, llevando las maquetas conseguidas en los ensayos y armando nuevamente el grupo en Lima con el mismo nombre, pero con otros integrantes.
«Corazón contento», una de sus canciones más conocidas, es una adaptación del sencillo original de los Hermanos Ayvar Alfaro.
«Chachaschay», otra de sus canciones más conocidas, es un huayno peruano originario de Chaccra, una comunidad que se encuentra entre los límites de Apurímac y Ayacucho; huayno que generalmente se toca con arpa, violín y cantado por una mujer. Las personas de Andahuaylas, Apurímac o Ayacucho, sabrán que es un clásico, muy diferente a los huaynos de ciudad (Ñachu Mamayki yachanña Chachaschay/Quri anillu Qusqayta Chachaschay/ñachu mamayki yachanña chachaschay/Quri anillu Qusqayta chachaschay/Yachachun yachachun chachaschay/Quri anillu Qusqayta chachaschay - Primera estrofa).
Es con su tercer disco, Qukman muskiy (Respiro diferente, 2000), con el que ganan notoriedad en todo el Perú y en Sudamérica.

## Integrantes
- Fredy Ortiz (voz, violín)
- Marcos Maizel (primera guitarra)
- Julio Valladares (bajo)
- Luis Silva (batería)
- Cristian Gamboa (waqrapuku)
- Fidencio Huamaní (danzante de tijeras)

## Exintegrantes
- Igor Montoya (guitarra)
- Bram Willems (bajo)
- Juan Manuel Alvan (guitarra)
- Ivo Flores (batería)
- Miguel Ángel Cruz (bajo)
- Aldo Malpartida
- César González
- Ricardo Montero

## Discografía
- Wayrapin qaparichkan (Gritando en el viento) 1991
- Qawka kawsay (Viviendo en paz) 1995
- Qukman muskiy (Respiro diferente) 2000
- En concierto en La Noche de Barranco 2003
- Lo mejor de Uchpa 2005
- Concierto 2005